# Eete
Eete (in greco antico: Αἰήτης?, Aiḕtēs) o Eeta oppure Eeto, è un personaggio della mitologia greca.

## Genealogia
Era figlio del dio Elio e di Perseide, nonché fratello di Circe, Perse e Pasifae, moglie di Minosse e regina di Creta.
Ebbe il figlio Apsirto da una ninfa del Caucaso di nome Asterodea.
Da Idia, figlia di Oceano, ebbe Medea e Calciope.

## Mitologia

La Colchide e l'Iberia.

### Il viaggio verso est
Eete ebbe la terra dell'Efira nel Peloponneso da suo padre Elio e ne divenne re, ma lasciò quel luogo a uno dei suoi uomini fidati (Buno), che fu posto come reggente della città, e partì verso oriente, attraversando l'Ellesponto ed il Mar Nero fino a raggiungere le regioni costiere del Caucaso, dove s'insediò. Fondò la città di Aia sul fiume Fasi, nella regione della Colchide.

### Frisso, gli Argonauti ed il vello d'oro

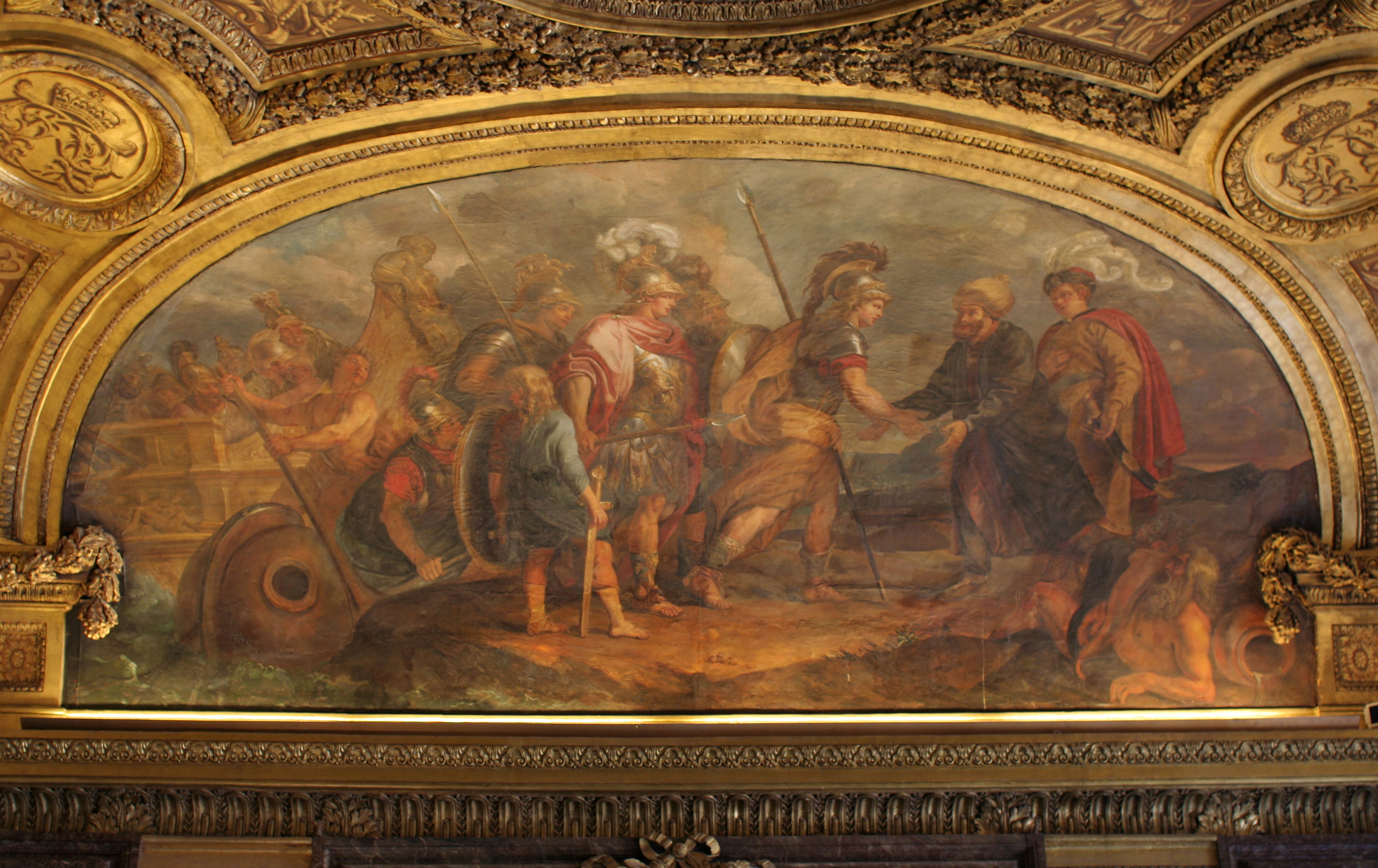
Giasone e gli Argonauti incontrano Eete (il secondo a destra), Charles de La Fosse, Reggia di Versailles.

Eete fu raggiunto da Frisso, che fuggiva dalla Beozia volando su un ariete con il manto d'oro (il Crisomallo) e doni che cedette in cambio della mano di Calciope. Una volta sacrificato l'ariete a Zeus, Frisso ne donò il manto a Eete, che lo fece inchiodare a una quercia.
Quando Giasone e gli Argonauti giunsero ad Aia con lo scopo di recuperare il vello d'oro e riportarlo a Pelia, Eete, cui un oracolo aveva predetto la fine del suo regno se il vello d'oro fosse stato sottratto, per tutta risposta si infuriò, burlandosi del comandante e dei suoi compagni, e ordinandogli di fare ritorno ai propri luoghi d'origine.
Giasone non rispose alla collera con l'ira: i suoi modi furono tanto educati che Eete quasi cambiò idea, ma pose comunque delle condizioni inaccettabili. Per recuperare il vello d'oro Giasone avrebbe infatti dovuto:
- aggiogare all'aratro due feroci tori dagli zoccoli di bronzo e dalle narici fiammeggianti; fiere bestie di proprietà di Efesto, il dio dell'ingegno;[9]
- tracciare quattro solchi nel terreno chiamato Campo di Marte e seminarci dei denti di drago: quelli, pochi e perduti, che Cadmo aveva seminato tempo addietro a Tebe.

Nell'udire le condizioni Giasone rabbrividì, ma in suo aiuto intervenne il favore degli dei: Eros, il dio dell'amore, fece sì che Medea si innamorasse del giovane comandante.

### La maga Medea

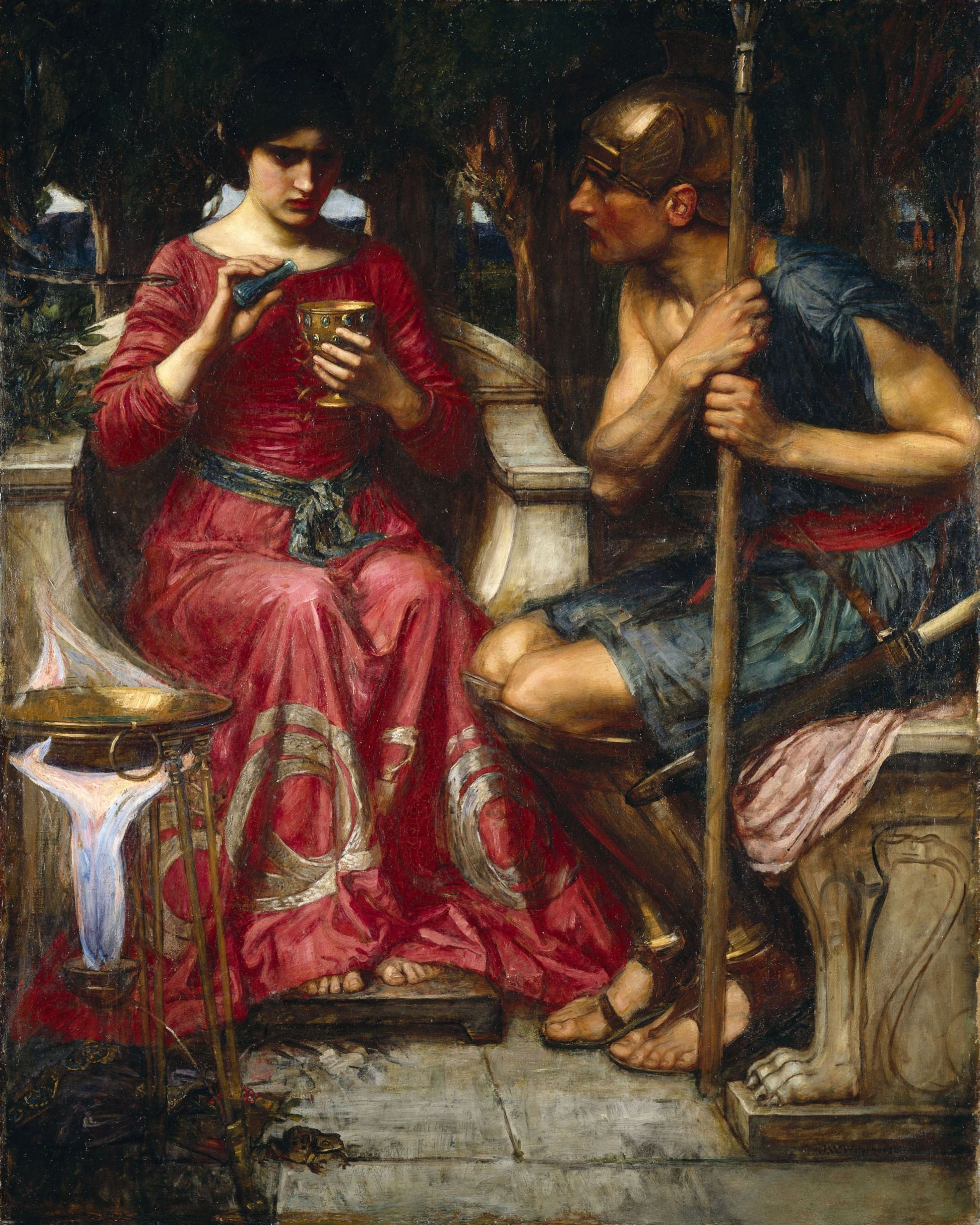
Giasone e Medea, opera di John William Waterhouse, 1907.

Innamoratasi di Giasone e temendo che fosse ucciso dai tori, Medea, nata in Colchide e diventata maga, promise all'uomo di aiutarlo a superarli e di consegnargli il vello solo se avesse giurato di sposarla e di portarla con sé nel viaggio di ritorno in Grecia. Lui giurò di farlo e ottenne da lei un unguento che lo avrebbe protetto per un solo giorno, da usare ungendo lo scudo, la lancia ed il corpo, così da poter sfidare i tori senza temere il loro fuoco o i loro zoccoli.
Medea mise anche in guardia Giasone del fatto che quando i denti del drago sarebbero stati seminati, subito dalla terra sarebbero spuntati degli uomini armati e destinati ad avventarsi su di lui, suggerendogli di lanciare delle pietre contro di essi, così da distrarli e cogliere il momento per attaccarli..
Quando, grazie ai consigli della donna, Giasone ebbe sconfitto i tori e ucciso i nemici, Eete rifiutò lo stesso di cedere il vello e così Medea, rivoltandosi al padre, addormentò per una notte il drago che difendeva il vello e lo portò a Giasone il quale, salito a bordo dell'Argo si preparò a salpare con lei e il resto dell'equipaggio. Sopraggiunse anche Apsirto, fratellastro di Medea, che si imbarcò con gli Argonauti.

### L'inseguimento

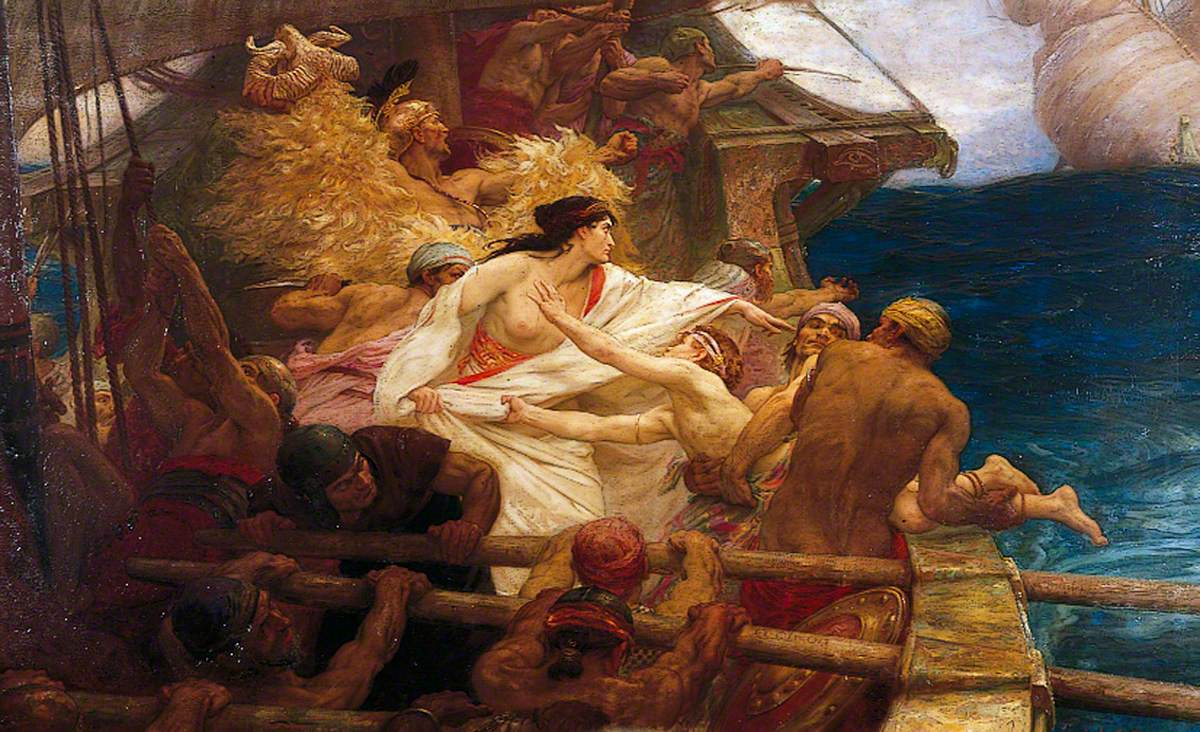
Medea uccide Apsirto e lo getta a pezzi in mare.

Quando Eete scoprì il furto del vello, prese anch'esso il mare e partì all'inseguimento della nave, ma Medea, spietata, uccise Apsirto e ne tagliò il corpo in pezzi, gettandoli in mare e costringendo così Eete a fermarsi per raccoglierli, e a tornare indietro per dare al figlio un degno funerale.

Eete mandò molte persone alla ricerca dell'Argo e della figlia, ma queste non tornarono mai.

### L'epilogo della tragedia
Eete un giorno uccise Frisso poiché un oracolo gli aveva predetto che un discendente di Eolo lo avrebbe ucciso.
Tempo dopo Eete fu deposto dal trono da suo fratello Perse, così Medea ritornò in Colchide per uccidere lo zio e rimettere sul trono il padre.